# Adam Ammour
Adam Ammour (* 7. Juni 2001) ist ein deutscher Bobpilot. 2023 wurde er Juniorenweltmeister und 2024 Vizeweltmeister im Zweierbob.

## Herkunft und Jugend
Adam Ammours Vater, der aus Algerien stammt, kam nach Deutschland zu einem Ingenieursstudium. Seine Mutter stammt aus Marseille in Frankreich. Ammour kommt aus Gießen. Er begann als Turner beim TSV Allendorf/Lahn. Bei einem Sportunfall brach er sich das Handgelenk und musste daraufhin das Turnen aufgeben. Sein acht Jahre älterer Bruder Issam Ammour, der seit 2015 als Anschieber aktiv ist, brachte ihn zum Bobsport, zunächst als Mitglied beim TSV Klein-Linden. 2020 wechselte er nach Oberhof, wo er von Matthias Trübner, dem früheren Trainer von André Lange, ausgebildet wurde.

## Sportliche Karriere

### International
Nach zuvor zwei Siegen im Europacup gewann Ammour bei den Juniorenweltmeisterschaften 2023 in Winterberg mit Anschieber Benedikt Hertel den Titel im Zweierbob, dazu kam die Silbermedaille im Viererbob. Damit qualifizierten sich Ammour/Hertel für die Männer-Weltmeisterschaft in St. Moritz am 24./25. Januar 2023. Dort stürzten sie, wobei sich Hertel schwere Brandwunden zuzog und bei ihm eine Hauttransplantation vorgenommen werden musste. Sein Weltcup-Debüt feierte Adam Ammour zusammen mit seinem Bruder Issam als Anschieber am 19. Februar 2023 beim letzten Wettbewerb der Saison 2022/23 in Sigulda, wo sie auf Anhieb den vierten Platz belegten.
In der nationalen Vorausscheidung sicherte sich Ammour einen Weltcup-Platz für die Saison 2023/24. Sein Bruder ist seitdem festes Besatzungsmitglied. Gleich bei den ersten Wettbewerben gelangen vordere Platzierungen, darunter mit dritten Rängen im Vierer in La Plagne und im Zweier in Innsbruck zwei Podestplätze.
Am 3. Februar 2024 gewann Ammour mit Hertel in Sigulda im Zweierbob sein erstes Weltcuprennen, und am Tag darauf gemeinsam mit seinem Bruder die Europameisterschaft. Am 17. Februar 2024 gewann er das Weltcup-Rennen im Zweierbob in Altenberg zusammen mit dem Anschieber Costa Laurenz, der mit Ammour seinen ersten Weltcup-Einsatz bekam und dabei auf Anhieb siegreich war.
Am 25. Februar 2024 wurde Adam Ammour in Winterberg Vizeweltmeister im Zweierbob. Anschieber war sein Bruder Issam, der zum ersten Mal bei einer Bobweltmeisterschaft fuhr. Es war das erste Mal in der Geschichte des Bobsports, dass bei einer WM ein Brüderpaar einen Podestplatz erreichte. Am 3. März 2024 gewannen die Brüder zusammen mit Benedikt Hertel und Rupert Schenk außerdem die Bronzemedaille im Viererbob.

### National
Bei den Deutschen Meisterschaften 2022 in Altenberg gewann Ammour in Abwesenheit der Olympiateilnehmer mit seinem Bruder den Titel im Zweierbob und wurde im Vierer Dritter. Im November 2023 gewann er beide Titel; hier waren die beiden für den Weltcup gesetzten Bobteams nicht am Start.
Ammour startet für den BRC Thüringen. Er wohnt und trainiert in Oberhof und in Gießen.